# Angària
|  | Per a altres significats, vegeu «Angària (desambiguació)». |

Angària (en llatí Angaria, en grec Αγγαρέια) era el nom, pres d'una paraula persa, que els romans donaven al sistema postal de l'Imperi Persa.
Xenofont diu que va ser establert per Cir II el Gran i estava basat en la utilització de cavalls subministrats a certes dependències que es trobaven a una distància acordada l'una de l'altra, seguint les principals rutes. Els missatgers (άγγαροι) cavalcaven si convenia dia i nit, sense importar l'estat del temps atmosfèric. Els cavalls eren proporcionats per l'estat, però també s'obligava a proporcionar-los a individus privats en cas de necessitat.
Els romans va copiar el sistema pel seu servei postal (angarium exhibitio o praestatio) i el van millorar en afegir vaixells i missatgers a peu.